# Bédeilhac-et-Aynat
Bédeilhac-et-Aynat település Franciaországban, Ariège megyében. Lakosainak száma 195 fő (2022. január 1.). Bédeilhac-et-Aynat Arignac, Montoulieu, Rabat-les-Trois-Seigneurs, Saurat és Surba községekkel határos.

## Népesség
A település népességének változása:
| Lakosok száma | 126  | 119  | 150  | 163  | 205  | 191  | 192  | 195  | 197  | 195  |
|               | 1968 | 1982 | 1999 | 2006 | 2011 | 2015 | 2017 | 2018 | 2020 | 2022 |